# Parque El Agua
Parque El Agua fue un parque acuático ubicado en la Isla de Margarita, Venezuela. Se le consideró el primero de su estilo en el país.

## Historia
Este parque comenzó sus operaciones el 9 de febrero de 2001 en un terreno en el sector El Cardón, Municipio Antolín del Campo, Estado Nueva Esparta como una nueva alternativa de esparcimiento tanto para nativos como para visitantes nacionales y extranjeros.
Fue cerrado en el 2019 a causa de quiebra producto de la crisis económica del país en ese año. Debido al abandono de todas sus estructuras fue vandalizado y desmantelado casi en su totalidad. Actualmente sólo quedan sus ruinas.

## Reapertura
Actualmente el parque se encuentra en remodelación y se espera su reapertura para el verano del 2025 (Julio - Agosto), por parte de la cadena de hoteles SunSol

## Atracciones
Este parque poseía como característica el hecho de que el nombre de sus atracciones está basado en el Parque nacional Canaima, así se tienen:
- Kukenam Merú: Tobogán de balsa abierto
- Tupaika Merú: Tobogán de balsa cerrado
- Chinik Merú: Tobogán de cuerpo abierto
- Pachichi Merú: Tobogán de cuerpo cerrado
- Churún Merú: Tobogán de caída libre
- Epopa Merú: Tobogán de 4 carriles
- Tunaima: Río lento
- Tuna Yepi Po: Jacuzzi
- Mure tapui': Área infantil
- Waikikí Piscina de olas